# Syngonanthus lanatus
Syngonanthus lanatus är en gräsväxtart som beskrevs av Harold Norman Moldenke. Syngonanthus lanatus ingår i släktet Syngonanthus och familjen Eriocaulaceae.

## Underarter
Arten delas in i följande underarter:
- S. l. glabrescens
- S. l. lanatus